# Singammer

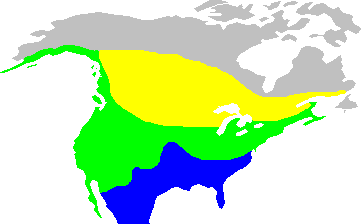
Verbreitung der Singammer:
gelb:Brutgebiet
grün:Vorkommen als Standvogel
blau:Überwinterungsgebiet

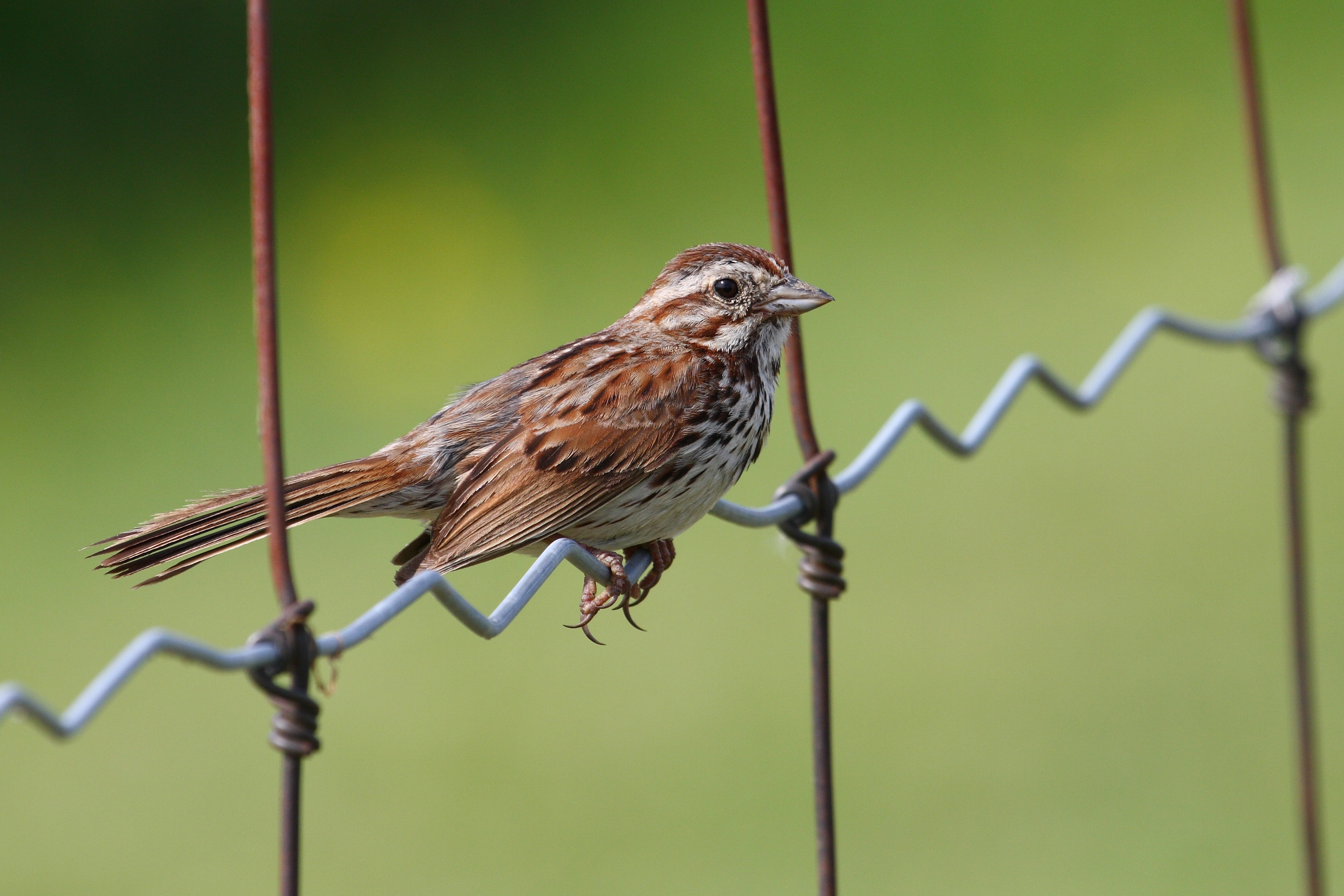
Eine Singammer im Refuge d'oiseaux de Nicolet in Québec

Die Singammer (Melospiza melodia) ist eine nordamerikanische Singvogelart, die sich in 31 Unterarten unterteilt.

## Merkmale
Der Vogel ist an der Oberseite braun mit dunklen Streifen am Rücken und an der Unterseite weiß mit dunkler Sprenkelung und einem dunklen Fleck auf der Brust. Er hat eine braune Haube und einen langen braunen Schwanz. Die verschiedenen Unterarten weichen in der Färbung voneinander ab.
Der melodiöse und komplexe Gesang dient zur Revierverteidigung und zum Anlocken des Weibchens.

## Vorkommen
Der Vogel lebt in Gebüschen und Dickichten in Wassernähe, in Sümpfen und Salzmarschen in weiten Teilen von Kanada, der USA und dem nördlichen Mexiko. Die Vögel aus dem nördlichen Verbreitungsgebiet ziehen in der kalten Jahreszeit bis nach Mexiko. Aus Norwegen und Großbritannien wurden wenige Sichtungen berichtet. Die Santa-Barbara-Singammer war auf der Insel Santa Barbara Island vor Kalifornien endemisch und gilt inzwischen als ausgestorben.

## Verhalten
Dieser Vogel sucht am Boden, im Gestrüpp oder im seichten Wasser nach Insekten und Samen. In Salzmarschen ergänzen Krustentiere die Nahrung.

## Fortpflanzung
Das Weibchen baut ein Schalennest aus Gras und Stängeln am Boden im Dickicht und bebrütet drei bis fünf Eier etwa zwei Wochen lang. Das Männchen hilft bei der Aufzucht der Jungen, die nach zwei Wochen flügge werden, und versorgt die Jungvögel noch etwas länger, während das Weibchen nochmals brütet. Selbst drei Bruten in einem Jahr sind nicht ungewöhnlich.

## Unterarten
Es sind vierundzwanzig Unterarten anerkannt:
- Melospiza melodia maxima Gabrielson & Lincoln, 1951[2] kommt auf den westlichen Aleuten vor.
- Melospiza melodia sanaka McGregor, 1900[3] ist auf den östlichen Aleuten und an der Spitze der Alaska-Halbinsel verbreitet.
- Melospiza melodia insignis Baird, SF, 1869[4] kommt auf Kodiak Island und dem östlichen Gebiet des der Alaska-Halbinsel vor.
- Melospiza melodia kenaiensis Ridgway, 1900[5] ist an den Küsten Alaskas verbreitet.
- Melospiza melodia caurina Ridgway, 1899[6] ist an den Küsten des südöstlichen Teils Alaskas verbreitet.
- Melospiza melodia rufina (Bonaparte, 1850)[7]  kommt auf den Inseln südöstlich von Alaska und im westlichen Kanada vor.
- Melospiza melodia merrilli Brewster, 1896[8] ist im östlichen Teil British Columbias bis in den südöstlichen Teil Washingtons, den nordöstlichen Teil Kaliforniens und das nördliche Gebiet Nevadas verbreitet.
- Melospiza melodia morphna Oberholser, 1899[9] kommt im zentralen sowie südwestlichen Teil British Columbias bis ins nordwestliche Oregon vor.
- Melospiza melodia cleonensis McGregor, 1899[10] ist vom südwestlichen Oregon bis ins nordwestliche Kalifornien verbreitet.
- Melospiza melodia gouldii Baird, SF, 1858[11] ist an der Mittelküste Kaliforniens mit Ausnahme der San Francisco Bay Area und auf Santa Cruz Island verbreitet.
- Melospiza melodia samuelsis (Baird, SF, 1858)[12] kommt in der Bucht von San Pablo und dem nördlichen Teil der San Francisco Bay Area vor.
- Melospiza melodia maxillaris Grinnell, 1909[13] ist in der Suisun Bay verbreitet.
- Melospiza melodia pusillula Ridgway, 1899[14] kommt im südlichen Teil der San Francisco Bay Area vor.
- Melospiza melodia graminea Townsend, CH, 1890[15] ist auf den Kanalinseln und den Islas Coronado verbreitet.
- Melospiza melodia heermanni Baird, SF, 1858[16] kommt im zentralen und südwestlichen Kalifornien sowie dem nördlichen Niederkalifornien vor.
- Melospiza melodia rivularis Bryant, WE, 1888[17] ist im südlichen Niederkalifornien verbreitet.
- Melospiza melodia fallax (Baird, SF, 1854)[18] kommt im südlichen Nevada, südlichen Utah, in Arizona und nordwestlichen Mexiko vor.
- Melospiza melodia goldmani Nelson, 1899[19] ist im nordwestlichen bis ins westliche zentrale Mexiko verbreitet.
- Melospiza melodia mexicana Ridgway, 1874[20] ist im südlichen zentralen Mexiko verbreitet.
- Melospiza melodia villai Phillips, AR & Dickerman, 1957[21] kommt in Zentralmexiko vor.
- Melospiza melodia adusta Nelson, 1899[22] ist im westlichen zentralen Mexiko verbreitet.
- Melospiza melodia montana Henshaw, 1884[23] kommt im westlichen zentralen Gebiet der USA vor.
- Melospiza melodia melodia (Wilson, A, 1810)[24] ist vom südlichen zentralen und südlichen östlichen Teil Kanadas bis ins südöstliche Gebiet der USA mit Ausnahme der Atlantikküste verbreitet.
- Melospiza melodia atlantica Todd, 1924[25] ist an der Küste des östlichen zentralen Teils der USA verbreitet.